# Versailles (Boulanger)
Pour les articles homonymes, voir Versailles (homonymie).
Versailles est une mélodie pour voix et piano de Nadia Boulanger composée en 1906 sur un poème d'Albert Samain.

## Composition
Versailles est composé du 17 au 21 avril 1906. La mélodie est écrite sur un poème d'Albert Samain extrait de « Les Roses dans la coupe », première partie du recueil Le Chariot d'or (Paris, Mercure de France, 1901).
L'incipit de l'œuvre est : « Ô Versailles, par cette après-midi fanée ».
Le manuscrit autographe est conservé à la BnF (Ms. 19533) et porte en page de titre la date « Gargenville — 17 avril 1906 » et à la fin « 17-21 avril 1906 ».

## Création
Versailles est créé le 30 octobre 1906 au Grand Palais des Champs-Élysées par Jane Bathori et Nadia Boulanger, dans le cadre du Salon d'Automne.

## Édition
La partition est publiée par J. Hamelle en 1914 (cotage J.6808.H) avec une couverture qui porte un copyright de 1909.
En 2003, la mélodie connaît une nouvelle édition en volume chez Alphonse Leduc, au sein du recueil Mélodies pour voix moyenne (vol. 1).

## Commentaires
Versailles est d'une durée moyenne d'exécution de trois minutes environ.
Pour la musicienne et musicologue Anne de Fornel, l'œuvre figure, avec les autres partitions composées en 1906 sur des textes d'Albert Samain, Élégie, Ilda, Mon cœur et Mon âme est une infante, « parmi les mélodies les plus touchantes de [la] production » de Nadia Boulanger.
Dans le catalogue des œuvres de la compositrice établi par la musicologue Alexandra Laederich, la pièce porte le numéro NB 9.

## Discographie
- Mademoiselle - Première Audience : Unknown Music of Nadia Boulanger, Nicole Cabell (soprano) et Lucy Mauro (piano), Delos DE 3496, 2 CD, 2017[4] — premier enregistrement mondial.
- Lili & Nadia Boulanger : mélodies, Cyrille Dubois (ténor) et Tristan Raës (piano), Aparté, 2020[5].
- Les heures claires : The Complete Songs : Nadia & Lili Boulanger, Lucile Richardot (mezzo-soprano) et Anne de Fornel (piano), Harmonia Mundi HMM 902356.58, 3 CD, 2023[6].